# Astrorama
L'Astrorama est un lieu ouvert au grand public situé au fort de la Revère à 650 m d'altitude, sur la commune de La Trinité, sur la Grande Corniche, au col d’Èze, entre Nice et La Turbie.
Du fait de sa position privilégiée, il permet des observations astronomiques de bonne qualité, grâce à des outils performants mis à disposition des visiteurs. Chacun peut y découvrir l'astronomie, utiliser des lunettes et des télescopes, suivre des spectacles de planétarium, recevoir des images satellitaires, rencontrer des animateurs et des astronomes, participant à la vulgarisation de cette discipline scientifique.
Il a été créé en 1987 par Jean-Louis Heudier.
Il abrite également un petit musée consacré à l'astronomie et l'Espace.
Il est géré par l'Association PARSEC, créée également par Jean-Louis Heudier en 1986, hébergée sur le site depuis 2007.

## Spectacles aux Étoiles - Conférences
Chaque Spectacle aux Étoiles propose une conférence à thème présentée par un spécialiste. 
Cette conférence de vulgarisation est accessible à tous et ne nécessite pas de connaissance préalable.
Une séance de planétarium est aussi présentée lors de la soirée.
La conférence est suivie d'observations avec lunettes astronomiques et télescopes.
Cette soirée à « ciel ouvert » s'achève vers 23 h.

## Itinéraire Cassini
Créé par Jean-Louis Heudier en 1997, l'itinéraire Cassini est un outil touristique de vulgarisation scientifique permettant à tous les publics de visiter la France et l'Italie sur les traces des cinq générations de Cassini à travers les préoccupations des astronomes et des géographes des XVIIe, XVIIIe et XIXe siècles.
Situé à quelques kilomètres de Bordighera, Perinaldo, village ligure, a vu naître trois astronomes illustres qui firent les beaux jours de l'observatoire de Paris  : Giovanni Domenico Cassini en 1625, Giacomo Filippo Maraldi en 1665 et Giovanni Domenico Maraldi en 1709.
Perinaldo, accueille les visiteurs directement dans la  mairie où a été récemment créé un petit musée Cassini qui rassemble des éléments d'astronomie, des documents liés à la vie des Cassini et montre les débuts de la cartographie moderne avec la première carte de France, dressée par César-François Cassini.
L'observatoire astronomique amateur Gio. Domenico Cassini, équipé d'un télescope de quarante centimètres, accueille régulièrement le public désirant approcher l'astronomie dans un lieu chargé de mémoire.

## Festival des «Lectures du ciel»
L'Astrorama est organisateur de cette manifestation, créée en 2007.
En 2009, pour sa troisième édition célébrant le quarantième anniversaire de l'Homme sur la Lune, l'invité d'honneur est le spationaute français Jean-François Clervoy.